# Tampichthys rasconis
Tampichthys rasconis és una espècie de peix cipriniforme de la família dels ciprínids.